# Joseph Anthony Galante
Joseph Anthony Galante (Filadelfia, 2 luglio 1938 – Somers Point, 25 maggio 2019) è stato un vescovo cattolico statunitense.

## Biografia
Monsignor Joseph Anthony Galante nacque a Filadelfia, Pennsylvania, il 2 luglio 1938 da Leonard J. Galante (1912-1983) ed Edith M., nata Cocci (1912-1998).

### Formazione e ministero sacerdotale
Dopo aver frequentato la scuola primaria della parrocchia di San Domenico e la secondaria presso la Saint Joseph Preparatory School di Filadelfia, entrò nel seminario "San Carlo Borromeo" di Overbrook, dove compì gli studi filosofici e teologici dal 1954 al 1964.
Il 16 maggio 1964 fu ordinato presbitero per l'arcidiocesi di Filadelfia da monsignor John Joseph Krol. Fu quindi inviato a Roma per proseguire gli studi in diritto canonico presso la Pontificia Università Lateranense che concluse con un dottorato. Conseguì anche un master in teologia spirituale alla Pontificia università "San Tommaso d'Aquino". Terminati gli studi e tornato in patria, il suo arcivescovo lo mise al servizio della diocesi di Brownsville dove svolse vari incarichi in curia dal 1968 al 1972. Rientrato nell'arcidiocesi di Filadelfia fu difensore del vincolo nel tribunale ecclesiastico metropolitano dal 1972 al 1974, vice-vicario per i religiosi dal 1972 al 1979, professore assistente di diritto canonico presso il seminario "San Carlo Borromeo" di Overbrook dal 1974 al 1979 e vicario episcopale per i religiosi dal 1979 al 1987. Dal 1987 al 1992 fu sottosegretario della Congregazione per gli istituti di vita consacrata e le società di vita apostolica.

### Ministero episcopale
Il 13 ottobre 1992 papa Giovanni Paolo II lo nominò vescovo ausiliare di San Antonio e titolare di Equilio. Ricevette l'ordinazione episcopale l'11 dicembre successivo nella chiesa di San Matteo a San Antonio dall'arcivescovo metropolita di San Antonio Patrick Fernández Flores, co-consacranti l'arcivescovo metropolita di New Orleans Francis Bible Schulte e il vescovo ausiliare di Scranton Francis Xavier DiLorenzo.
Il 5 aprile 1994 papa Giovanni Paolo II lo nominò vescovo di Beaumont. Prese possesso della diocesi il 9 maggio successivo.
Il 23 novembre 1999 papa Giovanni Paolo II lo nominò vescovo coadiutore di Dallas. Prese possesso della diocesi il 14 gennaio successivo.
Il 23 marzo 2004 papa Giovanni Paolo II lo nominò vescovo di Camden. Prese possesso della diocesi il 30 aprile successivo.
Il 2 aprile 2008 monsignor Galante annunciò fusioni e chiusure su larga scala di metà delle parrocchie della diocesi. Nel gennaio del 2011, i parrocchiani della chiesa di Santa Maria a Malaga occuparono l'edificio parrocchiale e iniziarono una veglia di venti ore che attirò l'attenzione dei mezzi di comunicazione regionali e nazionali.
Il 18 luglio 2008 il New York Post riportò il coinvolgimento di monsignor Galante nel cosiddetto scandalo Vati-Con che coinvolse lo sviluppatore immobiliare italiano Raffaello Follieri, l'investitore miliardario Ronald Burkle e l'attrice hollywoodiana Anne Hathaway. Il giornale riportò che il vescovo Galante nel 2007 aveva venduto a Follieri una casa al mare privata per 400000 $ e che uno dei sacerdoti si era presentato male ai potenziali investitori. All'epoca Follieri stava negoziando con la diocesi di Camden e altre diocesi cattoliche nordamericane l'acquisto di chiese con denaro di Burkle che avrebbe poi venduto per profitti successivi. Nell'ottobre del 2008 Follieri si dichiarò colpevole delle accuse e il giudice federale di Manhattan John Koeltl lo condannò a una pena detentiva di 4 anni e mezzo. La casa sulla spiaggia Galante/Follieri a North Wildwood fu rimessa sul mercato nel 2008 e venduta quasi due anni dopo per 310000 $. Monsignor Galante non fu mai accusato da organi di magistratura.
In una lettera ai cattolici della sua diocesi del 2011 annunciò di soffrire di una malattia renale cronica causata dal diabete ma che avrebbe potuto continuare a esercitare il ministero episcopale. La malattia gli richiedeva di sottoporsi a emodialisi. Nel 2012 chiese di essere autorizzato a dimettersi per motivi di salute e prestò servizio fino all'8 gennaio 2013, quando papa Benedetto XVI accettò la sua rinuncia al governo pastorale della diocesi.
In seno alla Conferenza dei vescovi cattolici degli Stati Uniti fu presidente del comitato per le comunicazioni sociali, membro del comitato amministrativo, tesoriere della commissione per il Pontificio collegio americano del Nord a Roma, membro del comitato per gli affari giuridici e membro del comitato ad hoc per gli abusi sessuali.
Oltre all'inglese, parlava l'italiano e lo spagnolo.
Da tempo malato, morì al Shore Medical Center di Somers Point il 25 maggio 2019 all'età di 80 anni. Le esequie si tennero il 1º giugno alle ore 11 nella chiesa di Sant'Agnese a Camden. Al termine del rito fu sepolto nel cimitero della chiesa di San Domenico a Torresdale, nella contea di Filadelfia.

## Genealogia episcopale
La genealogia episcopale è:
- Cardinale Scipione Rebiba
- Cardinale Giulio Antonio Santori
- Cardinale Girolamo Bernerio, O.P.
- Arcivescovo Galeazzo Sanvitale
- Cardinale Ludovico Ludovisi
- Cardinale Luigi Caetani
- Cardinale Ulderico Carpegna
- Cardinale Paluzzo Paluzzi Altieri degli Albertoni
- Papa Benedetto XIII
- Papa Benedetto XIV
- Cardinale Enrico Enriquez
- Arcivescovo Manuel Quintano Bonifaz
- Cardinale Buenaventura Córdoba Espinosa de la Cerda
- Cardinale Giuseppe Maria Doria Pamphilj
- Papa Pio VIII
- Papa Pio IX
- Cardinale Alessandro Franchi
- Cardinale Giovanni Simeoni
- Cardinale Antonio Agliardi
- Cardinale Basilio Pompilj
- Cardinale Adeodato Piazza, O.C.D.
- Cardinale Luigi Raimondi
- Arcivescovo Patrick Fernández Flores
- Vescovo Joseph Anthony Galante